# Flyleaf (album)
Flyleaf – debiutancki album amerykańskiej grupy rockowej Flyleaf. Wydawnictwo ukazało się 4 października 2005 roku w Stanach Zjednoczonych nakładem Octone Records. Rok później 15 maja płyta została wydana w Wielkiej Brytanii nakładem Sony BMG Music Entertainment. Natomiast reedycja albumu wraz z dołączoną płytą DVD ukazała się 30 października 2007 roku w Stanach Zjednoczonych, natomiast w Wielkiego Brytanii 14 lutego 2008.
Płyta Flyleaf zadebiutowała na 88. miejscu listy sprzedaży Billboard 200 w Stanach Zjednoczonych. Reedycja płyty sprzedała się w nakładzie 23 100 egzemplarzy w przeciągu dwóch tygodni od dnia premiery również w USA. W ramach promocji do utworów "I'm So Sick" (reżyseria: The Brothers Strause), "Sorrow" (reżyseria: Jake Davis), "All Around Me" (reżyseria: Paul Fedor), "Breathe Today" (reżyseria: Dave Garcia), "Fully Alive" (reżyseria: The Brothers Strauss) oraz "Again" zostały zrealizowane teledyski.

## Lista utworów
Opracowano na podstawie materiału źródłowego.
CD
1. "I'm So Sick" (muz i sł. Culpepper, Hartmann, Seals, Mosley, Bhattacharya) - 3:00
2. "Fully Alive" (muz i sł. Culpepper, Hartmann, Seals, Mosley, Bhattacharya) - 2:47
3. "Perfect" (muz i sł. Culpepper, Hartmann, Seals, Mosley, Lewis, Bhattacharya) - 2:53
4. "Cassie" (muz i sł. Culpepper, Hartmann, Seals, Mosley, Bhattacharya) - 2:58
5. "Sorrow" (muz i sł. Culpepper, Hartmann, Seals, Mosley, Bhattacharya) - 2:50
6. "I'm Sorry" (muz i sł. Culpepper, Hartmann, Seals, Mosley, Bhattacharya) - 2:47
7. "All Around Me" (muz i sł. Culpepper, Hartmann, Seals, Mosley, Bhattacharya) - 3:23
8. "Red Sam" (muz i sł. Culpepper, Hartmann, Seals, Mosley, Bhattacharya, Hoffman) - 3:20
9. "There For You" (muz i sł. Culpepper, Hartmann, Seals, Mosley, Bhattacharya) - 2:54
10. "Breathe Today" (muz i sł. Culpepper, Hartmann, Seals, Mosley, Bhattacharya, Hoffman) - 2:31
11. "So I Thought" (muz i sł. Culpepper, Hartmann, Seals, Mosley, Bhattacharya, Hoffman) - 4:50
12. "Fully Alive" (acoustic; muz i sł. Culpepper, Hartmann, Seals, Mosley, Bhattacharya) - 2:16 (reedycja)
13. "Red Sam" (acoustic; muz i sł. Culpepper, Hartmann, Seals, Mosley, Bhattacharya, Hoffman) - 3:26 (reedycja)
14. "Cassie" (acoustic; muz i sł. Culpepper, Hartmann, Seals, Mosley, Bhattacharya) - 3:10 (reedycja)
15. "I'm So Sick" (acoustic; muz i sł. Culpepper, Hartmann, Seals, Mosley, Bhattacharya) - 2:59 (reedycja)
16. "All Around Me" (acoustic; muz i sł. Culpepper, Hartmann, Seals, Mosley, Bhattacharya) - 3:21 (reedycja)

Bonus DVD
1. "Fully Alive (acoustic)" (video footage; muz i sł. Culpepper, Hartmann, Seals, Mosley, Bhattacharya) - 2:15
2. "Red Sam (acoustic)" (video footage; muz i sł. Culpepper, Hartmann, Seals, Mosley, Bhattacharya, Hoffman) - 3:25
3. "Cassie (acoustic)" (video footage; muz i sł. Culpepper, Hartmann, Seals, Mosley, Bhattacharya) - 3:10
4. "I'm So Sick (acoustic)" (video footage; muz i sł. Culpepper, Hartmann, Seals, Mosley, Bhattacharya) - 2:57
5. "All Around Me (acoustic)" (video footage; muz i sł. Culpepper, Hartmann, Seals, Mosley, Bhattacharya) - 3:30
6. "All Around Me" (music video; muz i sł. Culpepper, Hartmann, Seals, Mosley, Bhattacharya) - 3:33
7. "Fully Alive" (music video; muz i sł. Culpepper, Hartmann, Seals, Mosley, Bhattacharya) - 2:37
8. "I'm So Sick" (music video; muz i sł. Culpepper, Hartmann, Seals, Mosley, Bhattacharya) - 3:04

## Twórcy
Opracowano na podstawie materiału źródłowego.
- Lacey Mosley - wokal
- Pat Seals - gitara basowa
- Sameer Bhattacharya - gitara
- Jared Hartmann - gitara
- James Culpepper - perkusja
- Dave Navarro - gitara (utwór 9)
- Ryan White - wokal wspierający (utwory 4, 8, 11)
- Howard Benson - produkcja muzyczna
- Mike Plotnikoff - miksowanie, inżynieria dźwięku
- Leon Zervos, Chris Athens - mastering
- Hatsukazu Inagaki, Alex Uychocde - asystenci inżyniera dźwięku
- Paul Decarli - protools
- Howard Benson - instrumenty klawiszowe, programowanie
- Sam Erickson, Stephen Albanese - zdjęcia
- Cole Rise - okładka
- Shannon Ronique Neall - ilustracje

## Pozycje na listach
| Lista              | Kraj              | Pozycja |
| ------------------ | ----------------- | ------- |
| Billboard 200      | Stany Zjednoczone | 57      |
| Rock Albums        | Stany Zjednoczone | 12      |
| Christian Albums   | Stany Zjednoczone | 1       |
| Digital Albums     | Stany Zjednoczone | 71      |
| Heatseekers Albums | Stany Zjednoczone | 3       |
| Alternative Albums | Stany Zjednoczone | 11      |
| Hard Rock Albums   | Stany Zjednoczone | 5       |